# کتیبه‌های مسجد جامع گلپایگان

کتیبه مسجد جامع گلپایگان

کتیبه‌های مسجد جامع گلپایگان یادگار عصر سلجوقی و به خط کوفی است. ملکشاه بن آلب ارسلان سلجوقی به این بنا توجه ویژه داشته و در کتیبه‌های آجری مسجد به نام وی اشاره شده‌است. شکارچیان گنج از جمله لورنس کورن و تیم همراهش (که به گلپایگان نیز آمده‌اند)، با شگفتی از کتیبه‌های مسجد جامع گلپایگان یاد کرده‌اند.

## کتیبه زیر گنبد
در زیر گنبد مسجد جامع گلپایگان، آیه ۱۸ سوره توبه نقش بسته و در دنباله آن به «ابوشجاع محمد بن ملک شاه قسیم» (امیرالمومنین) اشاره شده‌است. در کتیبه مزبور نام «محمد بن ابراهیم بنا» هم آمده که در معماری مسجد دست داشته‌است.

## کتیبه‌های محراب مسجد جامع
دور و بر محراب تاریخی مسجد جامع گلپایگان آیات ۲۸۵ و ۲۸۶ سوره بقره و اوائل سوره مومنون نقش بسته است. (حدود ۱۴ آیه از اوائل سوره)
در حاشیه بالای محراب آیه‌ای از سوره شورا (شوری) لَیْسَ کَمِثْلِهِ شَیْءٌ وَ هُوَالسَّمیعُ الْبَصیرُ دیده می‌شود و در گوشه‌های بالای گنبد در ستایش خلفای راشدین ابیاتی حک شده‌است.
(البته بعدها عده‌ای خواسته‌اند در اصل کتیبه دست ببرند و چون نتوانستند جملات توهین‌آمیزی را در رد و لعن ابابکر و عمر و عثمان و...در کنار رساله کتیبه که در عصر ناصری تنظیم و تدوین شده افزودند.)
باستان شناسان با خواندن کتیبه‌های محراب دریافتند که بخشی از کتیبه‌ها در زیر کف شبستان مسجد است. با مطالعه دقیق کتیبه‌ها، تاریخ دقیق ساخت مسجد روشن شد.

## کتیبه‌های اطراف و جوانب مسجد جامع
رساله کتیبه‌های اطراف و جوانب مسجد جامع گلپایگان که نسخه منحصر به فرد آن به شماره ۱۳/۶۱۹۶ در مجموعه ۱۵۷۷ در کتابخانه ملی ملک نگهداری می‌شود متعلق به عصر ناصری است و توسط «فضل لله بروجردی» نوشته شده‌است.
نسخه مزبور که در کتابخانه ملک نگهداری می‌شود، به خط شکسته نستعلیق و در ۲ صفحه ۲۵ سطری و در ابعاد ۸/۱۰× ۷/۱۷ سانتیمتر است و حدود ۴۰۰ سال پیش در تاریخ ۱۳۰۲ ه.ق (تابستان ۱۰۳۲ شمسی) نگاشته شده‌است.
فضل الله بروجردی در مقدمه کتیبه با یاد پدرش «آخوند ملا زین العابدین بروجردی» که وی را افضل‌العلما و المجتهدین و... و سلمان زمانه معرفی می‌کند با مدح و ثنای بسیار از حاکم شهر «میرزا یحیی خان معظم السلطان گلپایگانی»، اشاره می‌کند که از نامبرده خط کوفی را آموخته و شنیده در گلپایگان مسجدی قدیمی موجود است.
بهمراه «آخوند ملا محمد رضای معروف به قطب» راهی مسجد مزبور شدیم و «ملاحظه شد [که] بنایی است بسیار محکم و مرتفع وعالی و در اطراف و جوانب آن خط کوفی، کتیبه نویسی که الحق به این خوبی کمتر دیده شده‌است.»
کاتب ادامه می‌دهد چند کلمه‌ای را از همراهش (قطب)آموخته و سپس خودش با ممارست و دیدار مکّرر از مسجد به زیر و بم خط کوفی و کتیبه مزبور آشنا شده‌است.
در سطر ۱۱ کتیبه که از خلفای راشدین (ابابکر و عمر و عثمان و علی) به نیکی یاد شده، فرد متعصب و تنگ نظری کنار اسم ابوبکر حاشیه زده و جملاتی توهین‌آمیز خطاب به خلفای صدر اسلام نوشته است و بر روی ۳ سطر ۱ تا ۳ کتیبه خط زده است. در کتیبه مسجد جامع گلپایگان از سعد بن ابی وقاص و طلحه و زبیر... هم به نیکی یاد شده‌است.
متن زیر برگردان کتیبه مسجد جامع گلپایگان به قلم فضل الله بروجردی است:
...
بسم الله الرحمن الرحیم
(...) آنچه در اطراف و جوانب مسجد نوشته شده، به خط کوفی، از قراری است که در ذیل نوشته شده‌است. چون خواهش شد، اطاعت شد.
در هشت سطر مربع کوچک، که در دو طرف چهار کنج واقعند:
العزه لله [سطر ۱]
محمد رسول الله [سطر ۲]
القدره لله [سطر ۳]
الملک لله [سطر ۴]
العزمه لله [سطر ۵]
الکبریاء لله [سطر ۶]
الشکر لله [سطر ۷]
المنه لله [سطر ۸]
در پنج سطری که در بالای طاق‌ها، زیر کتیبه دور طاق واقعند:
1- مَنۡ أَبۡغَضَ الصِّدِّيق، فَهُوَ زِنۡدِیق
(دشمن ابوبکر صدّيق، کافر است)
2- مَنۡ أَبۡغَضَ عُمَر، فَمَأۡوٰاهُ سَقَر
(دشمن عمر فاروق، جایگاهش جهنم است)
3- مَنۡ أَبۡغَضَ عُثۡمٰان، فَخَصۡمُهُ الرَّحۡمٰن
(دشمن عثمان شهید، دشمن خدای‌رحمان است)
4- مَنۡ أَبۡغَضَ الۡمُرۡتَضَیٰ، فَخَصۡمُهُ الۡمُصۡطَفَیٰ [مَنۡ أَبۡغَضَ عَلِيّ، فَخَصۡمُهُ النَّبِيّ]
(دشمن علی مرتضی، دشمن مصطفی است)
5- رضوان الله علیهم اجمعین
آنچه در هشت دایره که در دو طرف چهار کنج واقعند، و جمیع آن‌ها دارای یک مضمون اند و به نحو چلیپا نوشته اند، غیر رسم الخط متعارف کتیبه است:
الله محمد ابوبکر عمر عثمان علی
در طاقی که فوق طاق محراب بزرگ واقع است، دو سطر کوچک است و هشت دایره و دو نیم دایره و یک سطر طویلی است.
دو سطر کوچک:
عمل ابی عمر ابن محمد القزوینی [سطر ۱] المعروف به واشاکیوان (بواساکنرار) [سطر ۲]
دایره ها:
لا اله الا الله وحده لا شریک له
الهاً واحداً احدا فردا و تراحیا
قیوما دائما لم یتخذ صاحبه ولا ولدا
صادقا قال الله تعالی
سطر طویل:
انّْ للْمُتقین مفازاً حدائق و اعْناباً و کواعب اتْراباً و کاْساً دهاقاً.
در بالای خود محراب به نحو هلالی:
بسم الله الرحمن الرحیم، قل هو الله احد، الله الصمد، لم یلد و لم یولد، و لم یکن له کفواً احد.
یک سطر فوق قل هو الله:
لیس کمثله شیء و هو السمیع البصیر
در بالای محراب کوچک، بالای محراب بزرگ:
اقبل علی صلاتک و لا تکن من الغافلین
در دور همین محراب کوچک:
بسم الله الرحمن الرحین، اقم الصلوه لدلوک الشمس الی غسق الّلیل و قران الفجر انّ قران الفجر کان مشهوداً.
در دور طاق فوق این دو محراب:
خیر الناس بعد الرسول، ( صلّی الله علیه و سلم)، أبوبکر الصدیق، ثم عمر الفاروق، ثم عثمان ذي النورین، ثم علي المرتضی و طلحة و الزبیر و سعد و سعید و عبدالرحمن ابن عوف و ابو عبیدة ابن الجراح و معاویة خالي و خال المومنین (رضوان الله علیهم أجمعین، و علی محبیهم رحمةُ رب العالمین، و علی مبغضیهم لعنةُ رب العالمین).
در سه سطر دور طاق محراب بزرگ:
بسم الله الرحمن الرحیم، امن الرسول بما انزل الیه من ربه و المومنون کل امن بالله و ملائکته و کتبه و رسله لا نفرق بین احد من رسله و قالوا سمعنا و اطعنا غفرانک ربنا و الیک المصیر لا یکلف الله نفسا الا وسع‌ها ل‌ها ما کسبت و علی‌ها ما اکتسبت ربنا لا تؤاخذنا ان نسینا او اخطانا ربنا و لا تحمل علینا اصرا کما حملته علی الذین من قبلنا ربنا و لا تحملنا مالا طاقه لنا به واعف عنا و اغفرلنا و ارحمنا انت مولینا فانصرنا علی القوم الکافرین.
بسم الله الرحمن الرحیم، قد افلح المومنون الذین هم فی صلاتهم خاشعون و الذین هم عن اللغو معرضون و الذین هم للزکوه فاعلون و الذین هم لفروجهم حافظون الاعلی ازواجهم او ما ملکت ایمانهم فانهم غیر ملومین فمن ابتغی وراء ذلک فاولئک هم العادون و الذین هم لاماناتهم و عهدهم راعون و الذین هم علی صلواتهم یحافظون اولئک هم الوارثون الذین یرثون الفردوس هم فی‌ها خالدون و لقد خلقنا الانسان من سلاله من طین ثم جعلناه نطفه فی قرار مکین ثم خلقنا النطفه علقه فخلقنا العلقه مضغه فخلقنا المضغه عظاما فکسونا العظام لحمائم انشاناه خلقاً اخر فتبارک الله احسن الخالقین.
امر ببناء هذه القبه الشیخ الصابر المزکی ابونصر ابرهیم ابن محمد ابن ابرهیم بابا عبد الملک.
آنچه در کتیبه دور طاق است:
بسم الله الرحمن الرحیم، انما یعمر مساجد الله من امن بالله و الیوم الاخر و اقام الصلوه و اتی الزکوه ولم یخش الا الله فعسی اولئک ان یکونوا من المهتدین. امر ببناء هذه القبه فی ایام الملک العادل السلطان المعظم، شاهنشاه الاعظم، مولی العرب و العجم، ابو شجاع محمد ابن ملکشاه قسیم جاه ضوء بالمومنین الفقیر الی رحمه الله و الراجی بعفو الله ابو نصر ابرهیم ابن محمد ابن ابرهیم بابا عبدالملک.
جمیع آنچه در قبه بود، مرقوم شد.
توضیح آن که ابو شجاع محمد ابن ملکشاه ابن آلب ارسلان سلجوقی، آنچه در تاریخ ابن خلکان می‌نویسد در سنه چهار صد و نود ودو یا پنج، محمد شاه اول سلطنت او بوده‌است و فوت او در سنه پانصد و یازده بوده‌است.
لهذا بنای این قبه تا هذه السنه که هزار و سی صد و دو است، تقریباً هشتصد سال است.
از ناظرین و مستعمین التماس دعا دارم. فی شوال المکرم سنه ۱۳۰۲ [ه.ق ].